# Endomia tenuicollis tenuicollis
Endomia tenuicollis tenuicollis é uma subespécie de insetos coleópteros polífagos pertencente à família Anthicidae.
A autoridade científica da subespécie é Rossi, tendo sido descrita no ano de 1792.
Trata-se de uma subespécie presente no território português.